# جيم سيمونز
جيم سيمونز (بالإنجليزية: James Simmons)‏ (27 يونيو 1889 في المملكة المتحدة - 1 يونيو 1972) هو لاعب كرة قدم بريطاني (وحمل سابقاً جنسية المملكة المتحدة لبريطانيا العظمى وأيرلندا) في مركز الدفاع. لعب مع شيفيلد يونايتد ووست هام يونايتد.